# Martania taiwana
Martania taiwana là một loài bướm đêm trong họ Geometridae.